# Чемпіонат світу з трекових велоперегонів 1992
Чемпіонат світу з трекових велоперегонів 1992 проходив у серпні 1992 року в Валенсії, Іспанія. У зв'язку з проведенням літніх Олімпійських ігор в Барселоні змагання серед аматорів на чемпіонаті не проводились, окрім гонки за лідером та спринті на тандемах серед чоловіків та гонки за очками серед жінок. Усього на чемпіонаті розіграли 8 комплектів нагород — 7 у чоловіків та 1 у жінок.

## Медалісти

### Чоловіки
Професіонали
| Дисципліна                         | Золото         | Срібло         | Бронза               |
| Спринт                             | Міхаель Хюбнер | Фредерік Маньє | Ерік Шофс            |
| Індивідуальна гонка переслідування | Майкл Маккарті | Шон Воллес     | Артурас Каспутіс     |
| Кейрін                             | Міхаель Хюбнер | Стівен Пейт    | Фредерік Маньє       |
| Гонка за очками                    | Бруно Рісі     | Іван Романов   | Хуан Естебан Куручет |
| Гонка за лідером                   | Петер Штайґер  | Єнс Веґербі    | Антоніо Фанеллі      |

Аматори
| Дисципліна         | Золото                                  | Срібло                                     | Бронза                           |
| Спринт на тандемах | Італія Джанлука Капітано Федеріко Паріс | Чехословаччина Любомір Гарґаш Павел Бурань | Австралія Ентоні Педен Девід Дью |
| Гонка за лідером   | Карстен Подлеш                          | Давід Соларі                               | Роланд Кьонгсхофер               |

### Жінки
| Дисципліна      | Золото         | Срібло       | Бронза        |
| Гонка за очками | Інгрід Харінга | Барбара Ґанц | Джені Ейкгофф |

## Загальний медальний залік
| Місце  | Країна          | Золото | Срібло | Бронза | Загалом |
| ------ | --------------- | ------ | ------ | ------ | ------- |
| 1      | Німеччина       | 3      |        |        | 3       |
| 2      | Швейцарія       | 2      | 1      |        | 3       |
| 3      | Італія          | 1      | 1      | 1      | 3       |
| 4      | США             | 1      |        | 1      | 2       |
| 5      | Нідерланди      | 1      |        |        | 1       |
| 6      | Австралія       |        | 1      | 1      | 2       |
| 6      | Литва           |        | 1      | 1      | 2       |
| 6      | Франція         |        | 1      | 1      | 2       |
| 9      | Данія           |        | 1      |        | 1       |
| 9      | Велика Британія |        | 1      |        | 1       |
| 9      | Чехословаччина  |        | 1      |        | 1       |
| 12     | Аргентина       |        |        | 1      | 1       |
| 12     | Австрія         |        |        | 1      | 1       |
| 12     | Бельгія         |        |        | 1      | 1       |
| Всього | Всього          | 8      | 8      | 8      | 24      |